# ディオジェネス・ジョアン
ディオジェネス・カペンバ・ジョアン（Diógenes Capemba João 、1997年1月1日 - ）は、アンゴラ・ミコンジェ出身のプロサッカー選手。アトレティコ・ペトロレオス・デ・ルアンダ所属。アンゴラ代表。ポジションは、ミッドフィールダー。